# 1171 هـ
1171 هـ هي سنة في التقويم الهجري امتدت مقابلةً في التقويم الميلادي بين سنتي 1757 و1758.

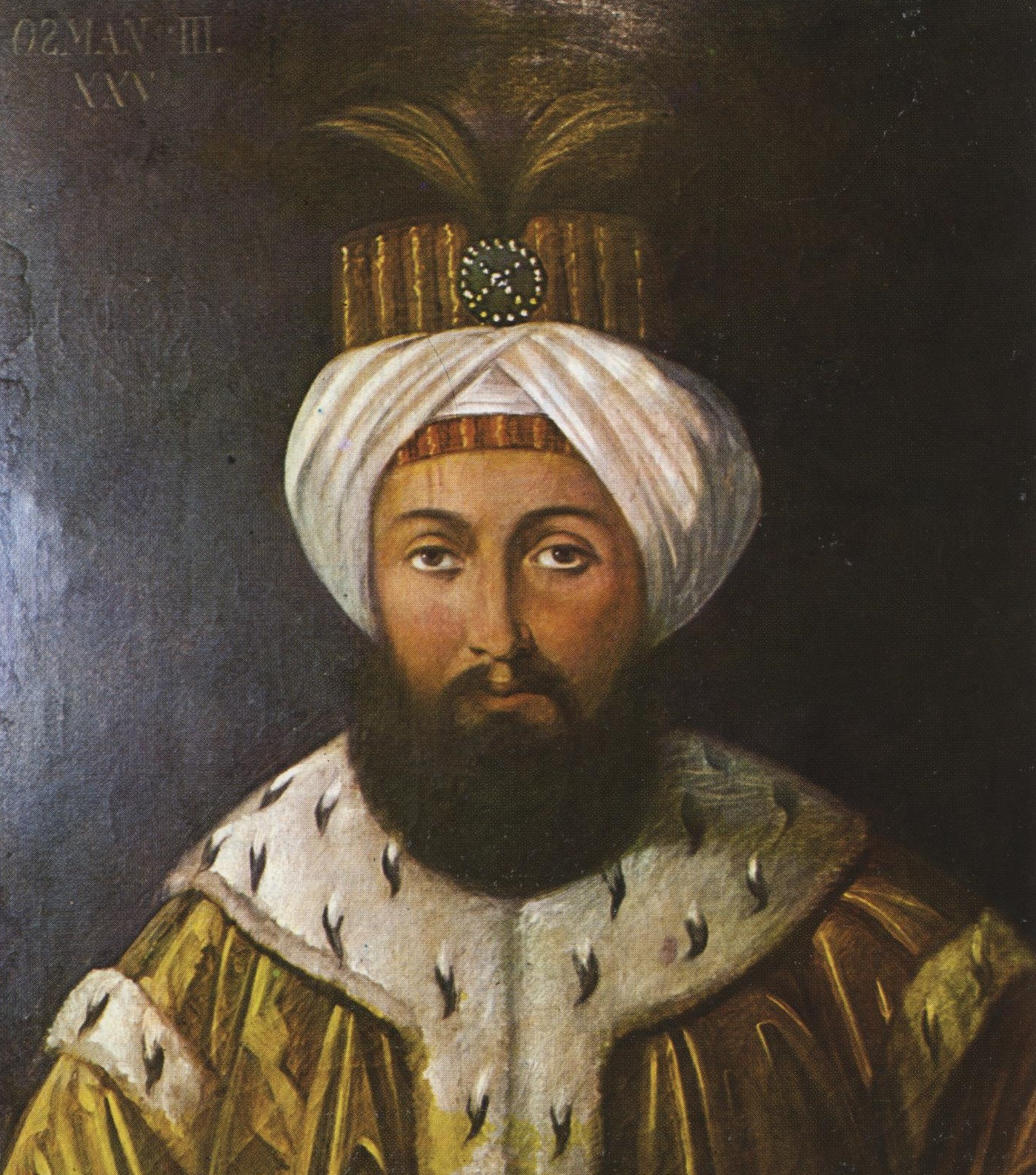
عثمان الثالث

## أحداث
- السلطان محمد الثالث سلطاناً للمغرب خلفا لوالده السلطان عبد الله بن اسماعيل.

## مواليد
- مصطفى الراقم.
- أنطون زخورة
- مصطفى راقم أفندي

## وفيات
- عبد الله الشبراوي
- عثمان الثالث
- مشتاق الاصفهاني.
- حسين باشا الجليلي.